# عمر فريل
عمر فريل (بالإسبانية: Omar Fraile)‏ هو دراج إسباني، ولد في 17 يوليو 1990 في سانتورتزي في إسبانيا.

## وصلات خارجية
- الموقع الرسمي
- عمر فريل على موقع الاتحاد الدولي للدراجات (الإنجليزية)
- عمر فريل على موقع أرشيف الدراجات (الإنجليزية)
- عمر فريل على موقع إحصائيات الدراجات الإحترافية (الإنجليزية)
- عمر فريل على موقع نسبة الدراجات (الإنجليزية)
- عمر فريل على موقع CycleBase (الإنجليزية)
- عمر فريل على موقع أوليمبيديا (الإنجليزية)